# Hamilton Creek Indijanci
Hamilton Creek, naziv za malenu lokalnu skupinu Salishan Indijanaca s Kamloops-Okanagan agencije u Britanskoj Kolumbiji, Kanada. Njihovo brojno stanje iznosilo je 1901. 38.

## Vanjske poveznice
- H Canadian Indian Villages, Towns and Settlements